# 亚希尔·哈比卜
亚希尔·哈比卜（阿拉伯語：ياسر الحبيب，1979年1月20日—），出生于科威特，他是伊斯兰教什叶派神职人员。